# Chiến dịch Odyssey Dawn
Chiến dịch quân sự Bình minh Odyssey do liên quân NATO và Hoa Kỳ phát động nhằm thực thi nghị quyết lập một vùng cấm bay trên bầu trời tại Libya của Liên hợp quốc. Chiến dịch bắt đầu từ ngày 19 tháng 3 năm 2011, mở đầu bằng những trận không kích ác liệt vào Libya làm hàng chục người chết. Ngay hôm đó, tàu chiến Mỹ đã bắn hàng trăm tên lửa hành trình Tomahawk vào các căn cứ quân sự của tổng thống Libya Gaddafi. Sau đó, Liên quân đã tổ chức hàng trăm cuộc không kích vào thủ đô Tripoli. Chiến dịch này đã giúp cho lực lượng nổi dậy ở Libya lật ngược tình thế, từ hoàn cảnh bị quân đội chính phủ bao vây sang tấn công ngược lại chính quyền của ông Gaddafi. Nhờ vậy mà họ đã chiếm được thủ đô Tripoli từ tay ông Gaddafi vào cuối tháng 8 năm đó.